# Campeonato Europeo de Natación en Piscina Corta de 2010
El XIV Campeonato Europeo de Natación en Piscina Corta se celebró en Eindhoven (Países Bajos) entre el 25 y el 28 de noviembre de 2010 bajo la organización de la Liga Europea de Natación (LEN) y la Real Federación Neerlandesa de Natación. 
Las competiciones se realizaron en la Estadio de Natación Pieter van den Hoogenband de la ciudad neerlandesa.

## Resultados

### Masculino
| Evento                   | Oro                                                                                      | Plata                                                                                         | Bronce                                                                                   |
| ------------------------ | ---------------------------------------------------------------------------------------- | --------------------------------------------------------------------------------------------- | ---------------------------------------------------------------------------------------- |
| 50 m libre (25.11)       | Steffen Deibler · Alemania · 20,98                                                       | Marco Orsi · Italia · 21,17                                                                   | Andri Hovorov · Ucrania · 21,32                                                          |
| 100 m libre (27.11)      | Danila Izotov · Rusia · 46,55                                                            | Yevgueni Lagunov · Rusia · 46,60                                                              | Luca Dotto · Italia · 47,09                                                              |
| 200 m libre (28.11)      | Danila Izotov · Rusia · 1:41,84                                                          | Paul Biedermann · Alemania · 1:42,94                                                          | Yevgueni Lagunov · Rusia · 1:44,11                                                       |
| 400 m libre (25.11)      | Paul Biedermann · Alemania · 3:39,51                                                     | Federico Colbertaldo · Italia · 3:41,70                                                       | Alexandr Selin · Rusia · 3:43,70                                                         |
| 1500 m libre (27.11)     | Federico Colbertaldo · Italia · 14:35,36                                                 | Serhi Frolov · Ucrania · 14:42,01                                                             | Job Kienhuis · Países Bajos · 14:42,39                                                   |
| 50 m espalda (26.11)     | Stanislav Donets · Rusia · 22,74                                                         | Vitali Borisov · Rusia · 23,72                                                                | Nick Driebergen · Países Bajos · 23,73                                                   |
| 100 m espalda (28.11)    | Stanislav Donets · Rusia · 49,35                                                         | Damiano Lestingi · Italia · 51,46                                                             | Artiom Dubovskoi · Rusia · 51,90                                                         |
| 200 m espalda (25.11)    | Yannick Lebherz · Alemania · 1:51,74                                                     | Damiano Lestingi · Italia · 1:51,84                                                           | Artiom Dubovskoi · Rusia · 1:52,72                                                       |
| 50 m braza (27.11)       | Robin van Aggele · Países Bajos · 26,44                                                  | Aleksander Hetland · Noruega · 26,56                                                          | Fabio Scozzoli · Italia · Hendrik Feldwehr · Alemania · 26,68                            |
| 100 m braza (26.11)      | Fabio Scozzoli · Italia · 57,78                                                          | Hendrik Feldwehr · Alemania · 58,09                                                           | Robin van Aggele · Países Bajos · 58,68                                                  |
| 200 m braza (27.11)      | Marco Koch · Alemania · 2:04,86                                                          | Melquiades Álvarez Caraballo · España · 2:05,41                                               | Anton Lobanov · Rusia · 2:06,71                                                          |
| 50 m mariposa (28.11)    | Steffen Deibler · Alemania · 22,34                                                       | Andri Hovorov · Ucrania · 22,74                                                               | Joeri Verlinden · Países Bajos · 23,23                                                   |
| 100 m mariposa (26.11)   | Steffen Deibler · Alemania · 49,95                                                       | Joeri Verlinden · Países Bajos · 50,52                                                        | Peter Mankoč Eslovenia 50,92                                                             |
| 200 m mariposa (27.11)   | Dinko Jukić · Austria · 1:53,35                                                          | Tim Wallburger · Alemania · 1:53,71                                                           | Bence Biczó · Hungría · 1:53,75                                                          |
| 100 m estilos (28.11)    | Markus Deibler · Alemania · 52,13                                                        | Peter Mankoč Eslovenia 52,87                                                                  | Alan Cabello Forns · España · 53,24                                                      |
| 200 m estilos (25.11)    | Markus Deibler · Alemania · 1:53,25                                                      | Vytautas Janušaitis · Lituania · 1:54,07                                                      | Dinko Jukić · Austria · 1:54,93                                                          |
| 400 m estilos (26.11)    | Dávid Verrasztó · Hungría · 4:03,06                                                      | Yannick Lebherz · Alemania · 4:05,08                                                          | Federico Turrini · Italia · 4:05,24                                                      |
| 4 × 50 m libre (28.11)   | Italia · Luca Dotto · Lucio Spadaro · Filippo Magnini · Marco Orsi · 1:25,16             | Alemania · Steffen Deibler · Markus Deibler · Stefan Herbst · Christoph Fildebrandt · 1:25,19 | Rusia · Danila Izotov · Yevgueni Lagunov · Vitali Syrnikov · Vladimir Briujov · 1:25,81  |
| 4 × 50 m estilos (25.11) | Alemania · Stefan Herbst · Hendrik Feldwehr · Steffen Deibler · Markus Deibler · 1:33,40 | Italia · Mirco Di Tora · Fabio Scozzoli · Paolo Facchinelli · Marco Orsi · 1:33,83            | Rusia · Stanislav Donets · Serguei Gueibel · Nikolai Skvortsov · Danila Izotov · 1:34,25 |

### Femenino
| Evento                   | Oro                                                                                                | Plata                                                                                    | Bronce                                                                                            |
| ------------------------ | -------------------------------------------------------------------------------------------------- | ---------------------------------------------------------------------------------------- | ------------------------------------------------------------------------------------------------- |
| 50 m libre (28.11)       | Ranomi Kromowidjojo · Países Bajos · 23,58                                                         | Hinkelien Schreuder · Países Bajos · 23,90                                               | Britta Steffen · Alemania · 23,95                                                                 |
| 100 m libre (26.11)      | Ranomi Kromowidjojo · Países Bajos · 51,44                                                         | Femke Heemskerk · Países Bajos · 52,02                                                   | Britta Steffen · Alemania · 52,92                                                                 |
| 200 m libre (28.11)      | Femke Heemskerk · Países Bajos · 1:52,62                                                           | Silke Lippok · Alemania · 1:53,96                                                        | Evelyn Verrasztó · Hungría · 1:54,39                                                              |
| 400 m libre (27.11)      | Ágnes Mutina · Hungría · 4:01,25                                                                   | Melanie Costa Schmid · España · 4:02,26                                                  | Gráinne Murphy Irlanda 4:02,86                                                                    |
| 800 m libre (26.11)      | Federica Pellegrini · Italia · 8:15,20                                                             | Boglárka Kapás · Hungría · 8:18,56                                                       | Gráinne Murphy Irlanda 8:19,45                                                                    |
| 50 m espalda (27.11)     | Sanja Jovanović · Croacia · 27,10                                                                  | Elena Gemo · Italia · 27,13                                                              | Simona Baumrtová · República Checa · 27,30                                                        |
| 100 m espalda (26.11)    | Daryna Zevina · Ucrania · 57,57                                                                    | Sharon van Rouwendaal · Países Bajos · 57,91                                             | Duane Da Rocha · España · 58,37                                                                   |
| 200 m espalda (28.11)    | Duane Da Rocha · España · 2:03,97                                                                  | Sharon van Rouwendaal · Países Bajos · 2:04,13                                           | Daryna Zevina · Ucrania · 2:05,08                                                                 |
| 50 m braza (25.11)       | Dorothea Brandt · Alemania · 30,40                                                                 | Moniek Nijhuis · Países Bajos · 30,45                                                    | Valentina Artemieva · Rusia · 30,55                                                               |
| 100 m braza (28.11)      | Moniek Nijhuis · Países Bajos · 1:06,20                                                            | Sophie de Ronchi Francia 1:06,21                                                         | Tessa Brouwer · Países Bajos · 1:06,65                                                            |
| 200 m braza (26.11)      | Anastasiya Chaun · Rusia · 2:22,68                                                                 | Tanja Šmid Eslovenia 2:22,88                                                             | Chiara Boggiatto · Italia · 2:24,52                                                               |
| 50 m mariposa (26.11)    | Inge Dekker · Países Bajos · 25,38                                                                 | Hinkelien Schreuder · Países Bajos · 25,49                                               | Triin Aljand Estonia 25,90                                                                        |
| 100 m mariposa (28.11)   | Inge Dekker · Países Bajos · 56,51                                                                 | Ingvild Snildal · Noruega · 57,46                                                        | Caterina Giacchetti · Italia · 58,17                                                              |
| 200 m mariposa (25.11)   | Zsuzsanna Jakabos · Hungría · 2:05,58                                                              | Alessia Polieri · Italia · 2:06,18                                                       | Caterina Giacchetti · Italia · 2:06,49                                                            |
| 100 m estilos (27.11)    | Evelyn Verrasztó · Hungría · 59,53                                                                 | Hinkelien Schreuder · Países Bajos · 59,57                                               | Theresa Michalak · Alemania · 59,85                                                               |
| 200 m estilos (25.11)    | Evelyn Verrasztó · Hungría · 2:07,06                                                               | Kimberly Buys · Bélgica · 2:10,14                                                        | Lara Grangeon Francia 2:10,22                                                                     |
| 400 m estilos (28.11)    | Zsuzsanna Jakabos · Hungría · 4:29,78                                                              | Anja Klinar Eslovenia 4:30,83                                                            | Lara Grangeon Francia 4:30,93                                                                     |
| 4 × 50 m libre (26.11)   | Países Bajos · Inge Dekker · Femke Heemskerk · Hinkelien Schreuder · Ranomi Kromowidjojo · 1:34,34 | Alemania · Dorothea Brandt · Britta Steffen · Lisa Vitting · Daniela Schreiber · 1:36,83 | Finlandia · Marlene Niemi · Emilia Pikkarainen · Lotta Nevalainen · Hanna-Maria Seppälä · 1:39,02 |
| 4 × 50 m estilos (27.11) | Países Bajos · Hinkelien Schreuder · Moniek Nijhuis · Inge Dekker · Ranomi Kromowidjojo · 1:44,98  | Alemania · Jenny Mensing · Dorothea Brandt · Britta Steffen · Lisa Vitting · 1:47,70     | Italia · Laura Letrari · Lisa Fissneider · Elena Gemo · Federica Pellegrini · 1:49,56             |

## Medallero
| Núm. | País            | Oro | Plata | Bronce | Total |
| ---- | --------------- | --- | ----- | ------ | ----- |
| 1    | Alemania        | 10  | 8     | 4      | 22    |
| 2    | Países Bajos    | 9   | 8     | 5      | 22    |
| 3    | Hungría         | 6   | 1     | 2      | 9     |
| 4    | Rusia           | 5   | 2     | 8      | 15    |
| 5    | Italia          | 4   | 7     | 7      | 18    |
| 6    | España          | 1   | 2     | 2      | 5     |
| 6    | Ucrania         | 1   | 2     | 2      | 5     |
| 8    | Austria         | 1   | 0     | 1      | 2     |
| 9    | Croacia         | 1   | 0     | 0      | 1     |
| 10   | Eslovenia       | 0   | 3     | 1      | 4     |
| 11   | Noruega         | 0   | 2     | 0      | 2     |
| 12   | Francia         | 0   | 1     | 2      | 3     |
| 13   | Bélgica         | 0   | 1     | 0      | 1     |
| 13   | Lituania        | 0   | 1     | 0      | 1     |
| 15   | Irlanda         | 0   | 0     | 2      | 2     |
| 16   | Estonia         | 0   | 0     | 1      | 1     |
| 16   | Finlandia       | 0   | 0     | 1      | 1     |
| 16   | República Checa | 0   | 0     | 1      | 1     |
|      | TOTAL           | 38  | 38    | 39     | 115   |